# Усі жінки — відьми
«Всі жінки — відьми» (англ. Charmed) — культовий американський телесеріал з 8 сезонів, що показувався американським телеканалом The WB з 1998 по 2006 роки. У першому сезоні присутні численні елементи жанру фільму жахів, у подальших сезонах серіал змінився як драма в жанрі фентезі.
Сюжет розгортається навколо трьох сестер, відомих як Чародійки — найпотужніших добрих відьом усіх часів — які використовують комбіновану «Силу трьох» для захисту невинних життів від злих істот-чорнокнижників, привидів тощо. Кожна сестра володіє унікальними магічними здібностями, які ростуть і розвиваються, паралельно жінки намагаються підтримувати нормальне життя в сучасному Сан-Франциско. Їхні надприродні здібності — таємниця і тримаються в секреті від звичайних людей, що стає проблемою для них, а вплив магії має далекосяжні наслідки на відносини з оточуючими, що з часом призводить до проблем із ФБР і поліцією протягом усього серіалу. Перші три сезони «Всі жінки — відьми» зосереджені на трьох сестрах Галлівелл — Прю (Шеннен Догерті), Пайпер (Голлі Марі Комбс) і Фібі (Алісса Мілано). Після смерті Прю у фіналі третього сезону їхня давно втрачена зведена сестра Пейдж Меттьюс (Роуз Мак-Гавен) посідає місце молодшої в «Силі трьох» з четвертого сезону.
До виходу серіалу «Таємниці Смолвіля» за ним залишався рекорд найвищого дебютного рейтингу на каналі The WB: у прем'єру серіал дивилося 7,7 мільйонів осіб. При цьому рейтинг останньої серії останнього 8-го сезону становив 4,49 мільйонів переглядів.
У 2018 році розпочався показ ремейка серіалу під назвою «Чародійки».

## Назва
Оригінальна назва серіалу — «Charmed», що є англійською грою слів. Річ у тому, що англ. charmed означає одночасно і «чародійки» (героїні серіалу, як їх часто називають вороги), і слово «чарівні» (у значенні компліменту); спільний український відповідник для обох значень — «чарівниці». В Україні серіал транслювався під назвою «Усі жінки — відьми», проте слово «чародійки» часто звучить в українському перекладі діалогів. В Україні першим серіал почав транслювати телеканал «1+1» під назвою «Всі жінки — відьми», але оскільки серіал став дуже популярний серед української молоді, то інші канали, які також транслювали цей серіал, назву не змінювали.

## Сюжет
Основні події серіалу відбуваються в Сан-Франциско. Сестри Пайпер і Прю Галлівелл живуть абсолютно нормальним життям в будинку своєї покійної бабусі, поки не отримують звістку про приїзд молодшої сестри Фібі. Того ж вечора Фібі знаходить на горищі Книгу Темряви і вимовляє заклинання, завдяки якому сестри стають відьмами і набувають Сили Трьох. Тепер Пайпер вміє заморожувати час і підривати предмети. Фібі передбачає майбутнє та минуле, левітація, емпатія, володіє бойовими мистецтвами. Пейдж вміє сферитися, сферити предмети, володіє фотокінезом, з 8 сезону вміє сцілювати, Прю володіє телекінезом і астральною проекцією. Після смерті Прю Пайпер стає старшою сестрою, Фібі середньою, Пейдж молодшою. Незабаром після цього сестри дізнаються, що їхні предки по материнській лінії були відьмами і що, згідно з пророцтвом, саме три сестри будуть наймогутнішими добрими відьмами в історії. Відтепер вони повинні битися з чаклунами і відьмами та захищати невинних людей.
В ході серіалу Пайпер вмирала дев'ять разів, Фібі — сім, Пейдж — шість і Прю — тричі. За винятком смерті Прю, завжди знаходився спосіб повернути сестер до життя.

## Акторський склад

Пайпер, Прю й Фібі Галлівел

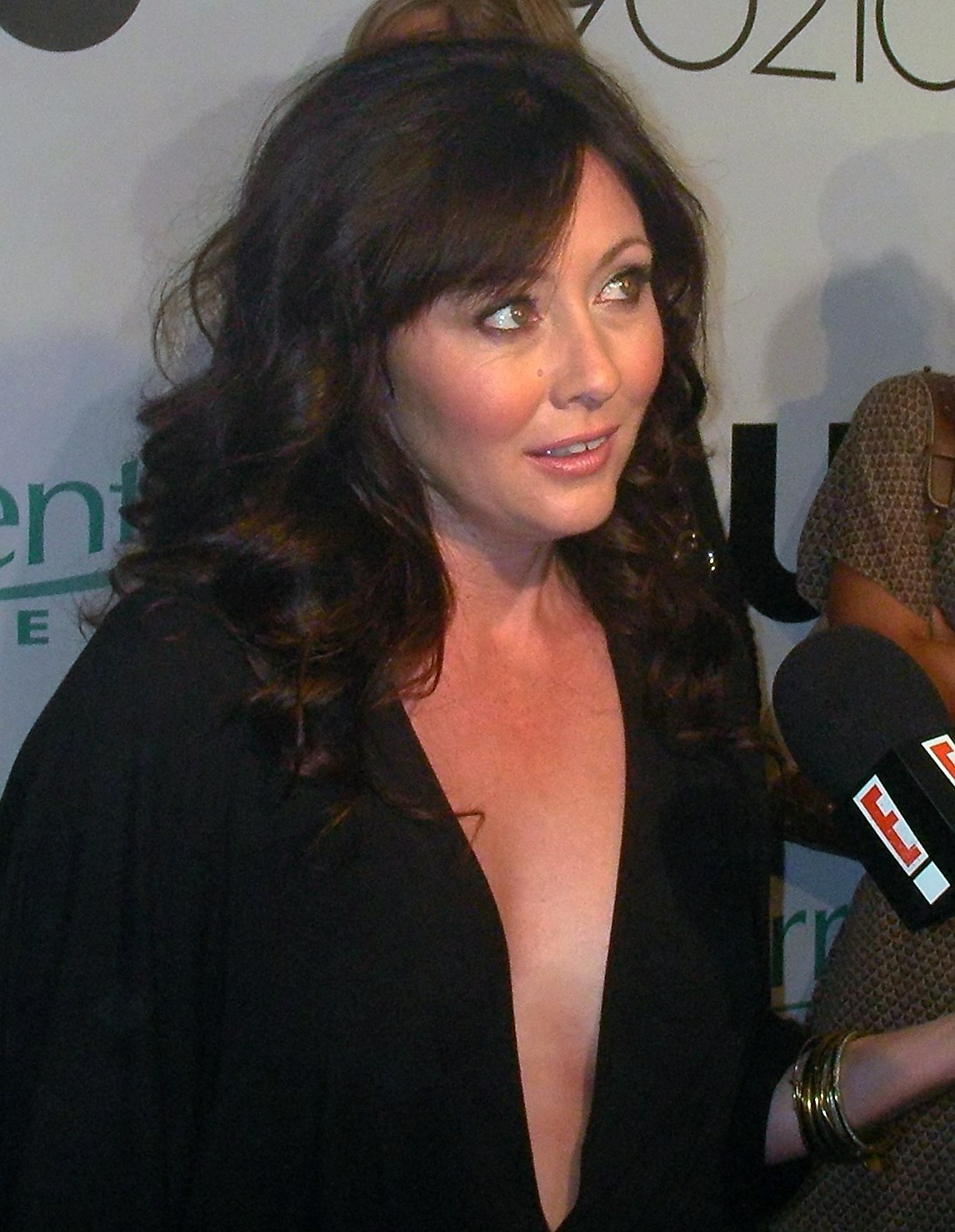
Шеннен Догерті

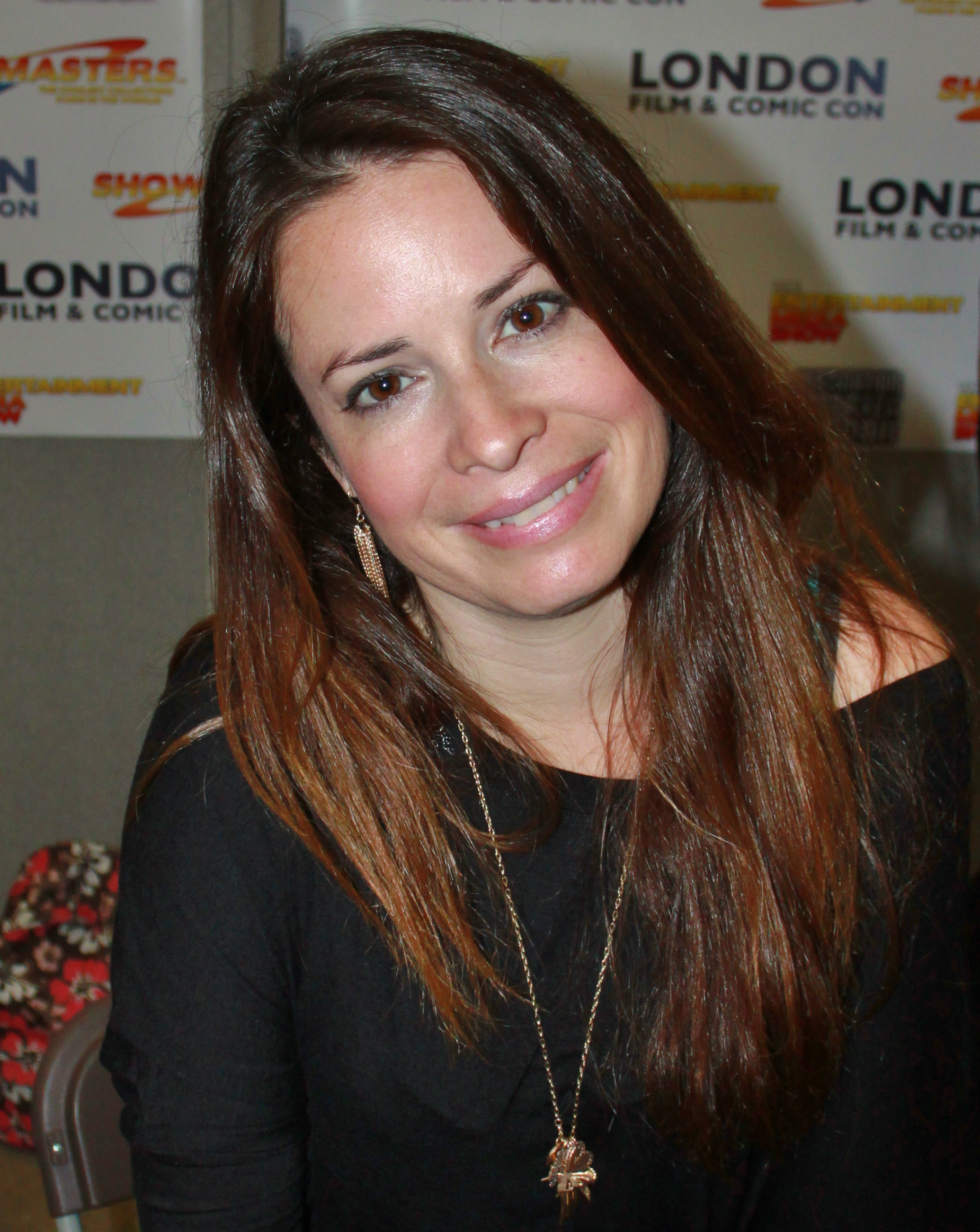
Голлі Марі Комбс

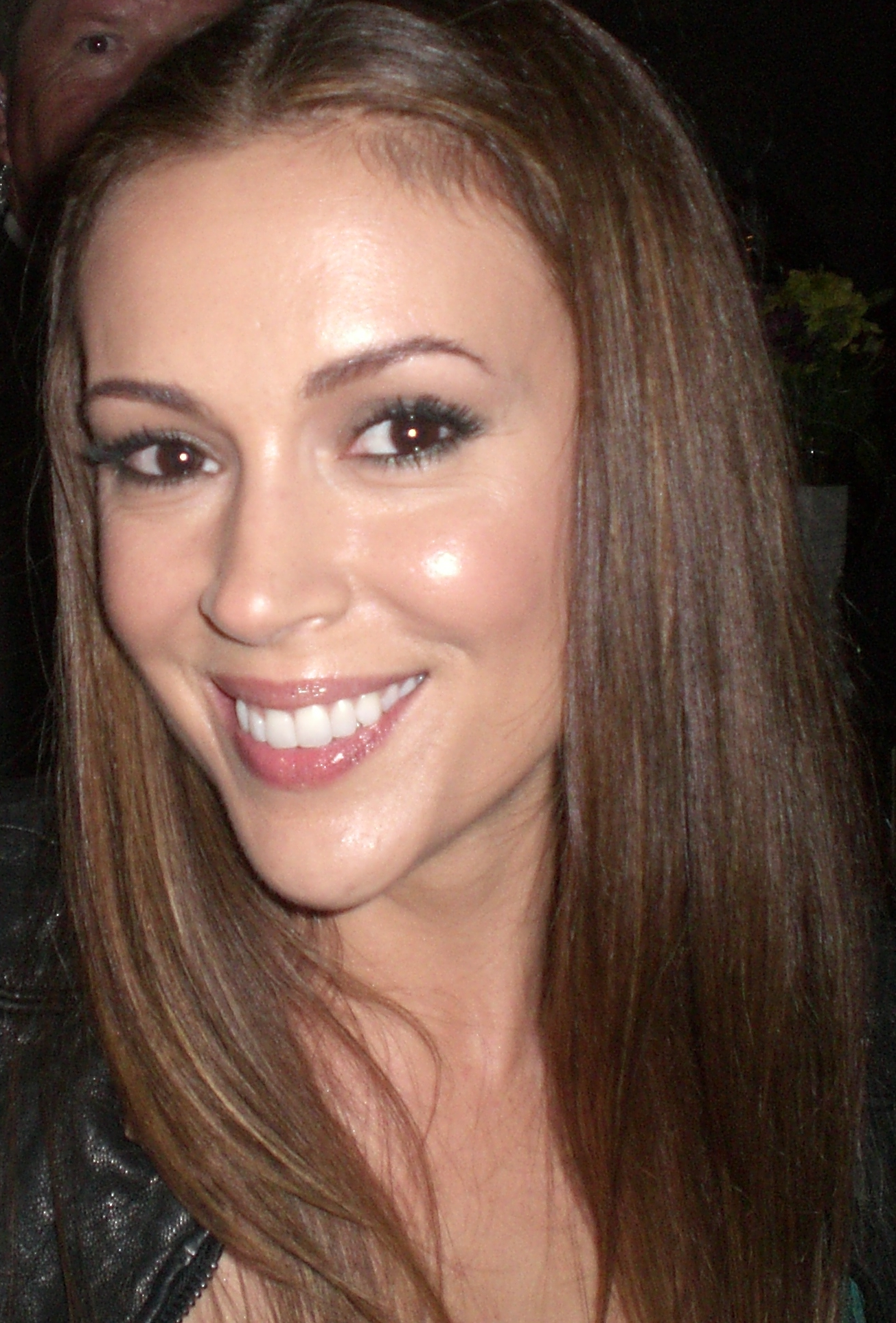
Алісса Мілано

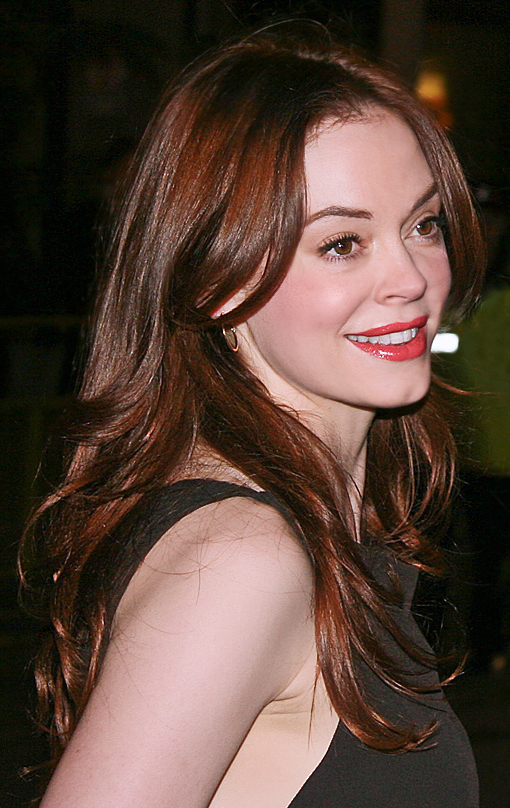
Роуз Мак-Гавен

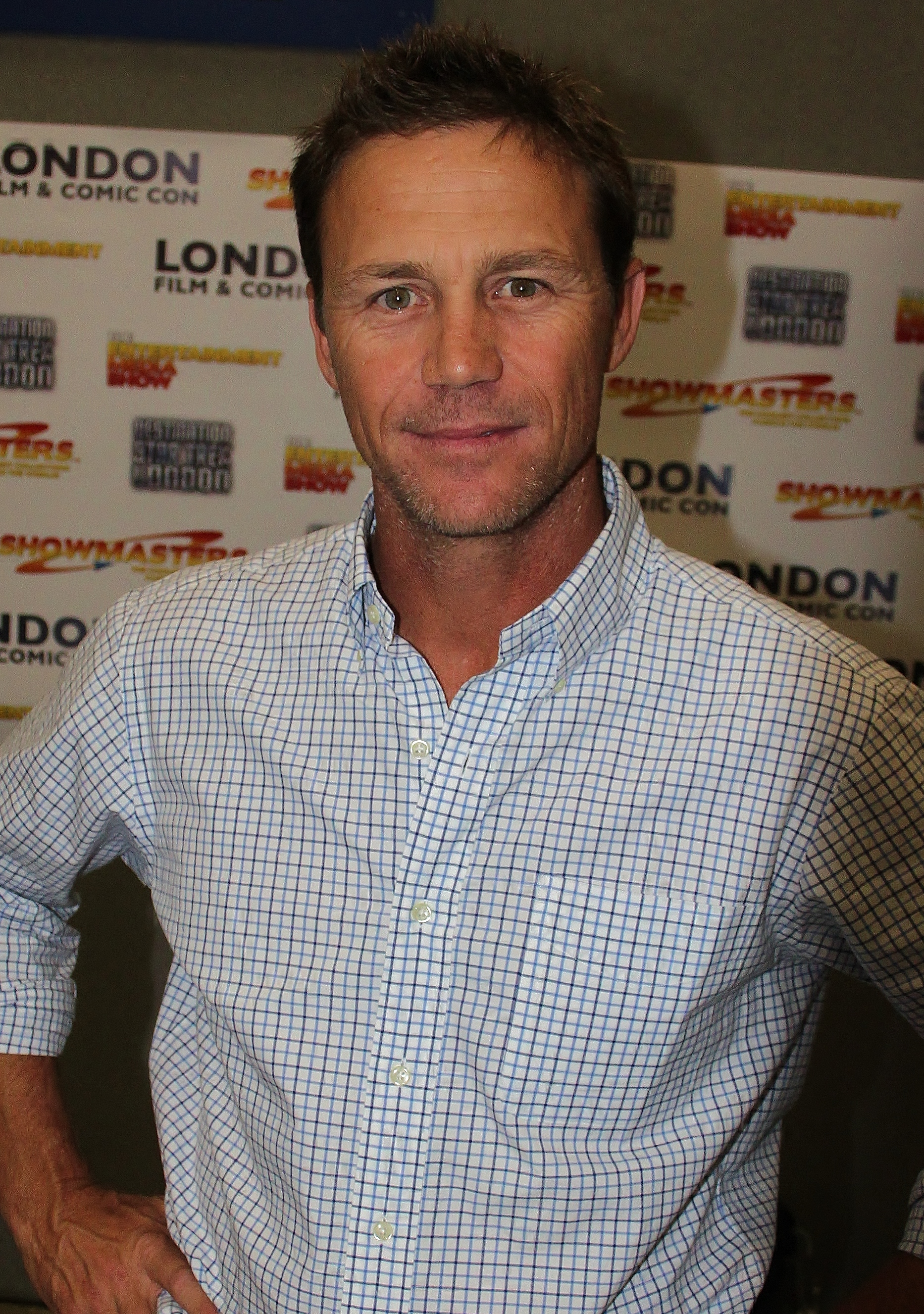
Браян Краузе

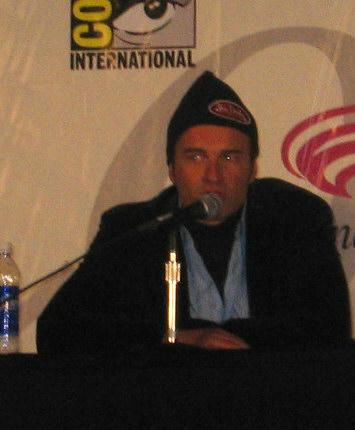
Джуліан Мак-Магон

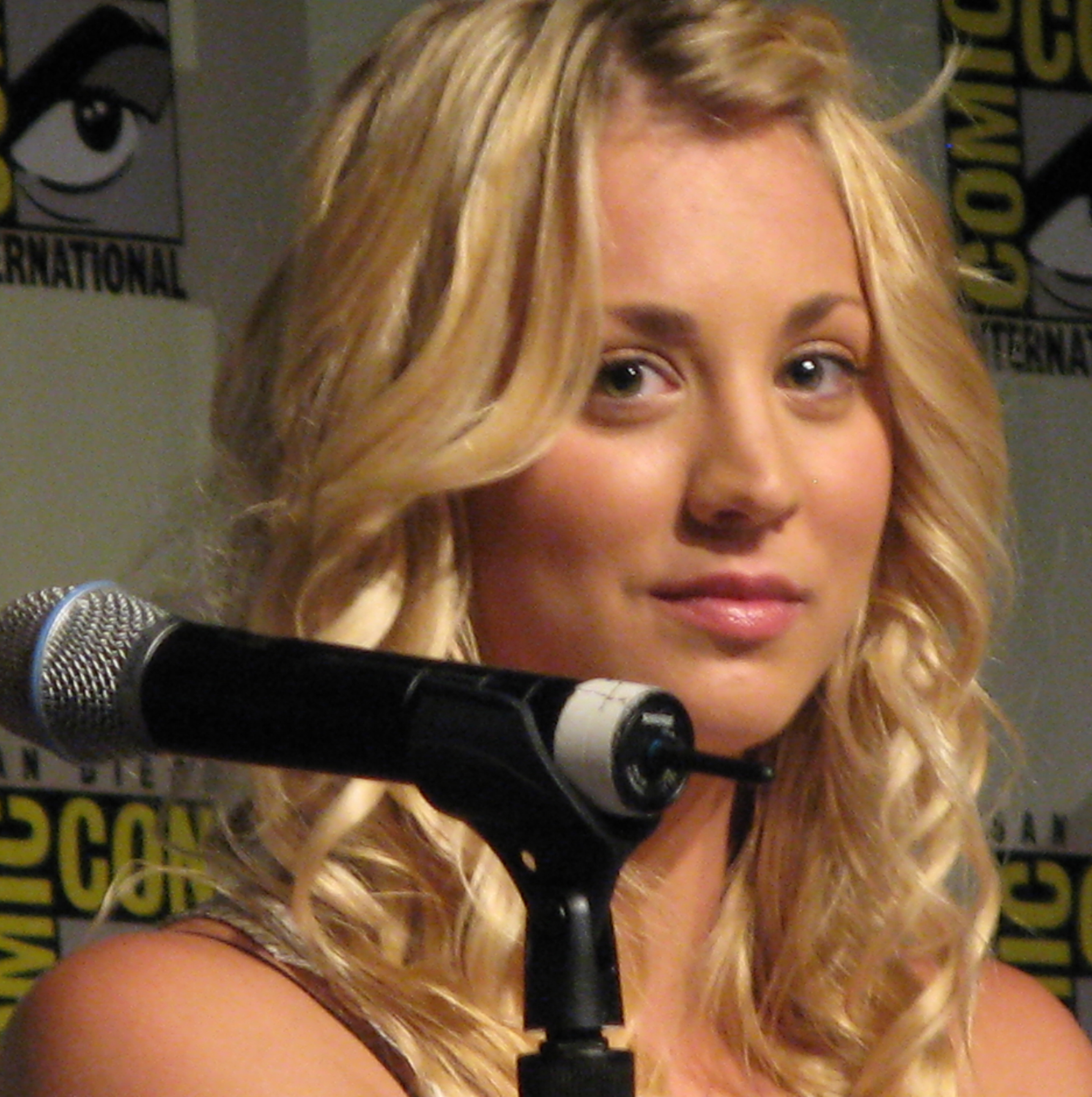
Кейлі Куоко

| Актор              | Роль                                                                      |
| ------------------ | ------------------------------------------------------------------------- |
| Шеннен Догерті     | Прю Галлівел старша сестра                                                |
| Голлі Марі Комбс   | Пайпер Галлівел середня сестра, дружина Лео, мати Ваєтта, Кріса і Мелінди |
| Алісса Мілано      | Фібі Галлівел молодша сестра, колишня дружина Коула                       |
| Роуз Мак-Гавен     | Пейдж Меттьюс сестра по матері, напів світлоносиця-напів відьма           |
| Браян Краузе       | Лео Ваєтт світлоносець, чоловік Пайпер, батько Ваєтта, Кріса і Мелінди    |
| Тед Кінг           | Енді Трюдо Детектив і хлопець Про загинув в кінці першого сезону          |
| Доріан Ґреґорі     | Дерріл Морріс слідчий, друг сестер                                        |
| Грег Воган         | Ден Гордон колишній хлопець Пайпер                                        |
| Керіс Пейдж Браянт | Дженні Гордон Племінниця Дена                                             |
| Джуліан Мак-Магон  | Коул Тернер напів демон, колишній чоловік Фібі                            |
| Дрю Фуллер         | Кріс Галлівел напів світлоносець-напів відьмак, син Пайпер і Лео          |
| Кейлі Куоко        | Біллі Дженкінс                                                            |

## Дійові особи

### Основні герої
| Актор(ка)         | Персонаж(ка)    | Сезони               | Сезони            | Сезони            | Сезони            | Сезони            | Сезони            | Сезони            | Сезони            |
| Актор(ка)         | Персонаж(ка)    | 1                    | 2                 | 3                 | 4                 | 5                 | 6                 | 7                 | 8                 |
| ----------------- | --------------- | -------------------- | ----------------- | ----------------- | ----------------- | ----------------- | ----------------- | ----------------- | ----------------- |
| Шеннен Догерті    | Прю Галлівелл   | Основний персонаж    | Основний персонаж | Основний персонаж |                   |                   |                   |                   |                   |
| Голлі Мері Комбс  | Пайпер Галлівел | Основний персонаж    | Основний персонаж | Основний персонаж | Основний персонаж | Основний персонаж | Основний персонаж | Основний персонаж | Основний персонаж |
| Алісса Мілано     | Фібі Галлівел   | Основний персонаж    | Основний персонаж | Основний персонаж | Основний персонаж | Основний персонаж | Основний персонаж | Основний персонаж | Основний персонаж |
| Роуз МакГавен     | Пейдж Меттьюс   |                      |                   |                   | Основний персонаж | Основний персонаж | Основний персонаж | Основний персонаж | Основний персонаж |
| Тед Кінг          | Енді Трюдо      | Основний персонаж    |                   |                   |                   |                   |                   |                   |                   |
| Доріан Ґреґорі    | Дерріл Моріс    | Основний персонаж    | Основний персонаж | Основний персонаж | Основний персонаж | Основний персонаж | Основний персонаж | Основний персонаж |                   |
| Браян Краузе      | Лео Ваєтт       | Періодичний персонаж | Основний персонаж | Основний персонаж | Основний персонаж | Основний персонаж | Основний персонаж | Основний персонаж | Основний персонаж |
| Джуліан Мак-Магон | Коул Тернер     |                      |                   | Основний персонаж | Основний персонаж | Основний персонаж |                   | Запрошена зірка   |                   |
| Дрю Фуллер        | Кріс Галлівел   |                      |                   |                   |                   | Запрошена зірка   | Основний персонаж | Запрошена зірка   | Запрошена зірка   |
| Кайлі Куоко       | Біллі Дженкіс   |                      |                   |                   |                   |                   |                   |                   | Основний персонаж |

- Прю Галлівелл — (Шеннен Догерті) (Сезони: 1-3)
  - Чародійка, перша дочка Патті Галлівел і Віктора Беннета. Володіє силою телекінезу і астральної проєкції. У першій серії, коли її сила ще була нестабільна, могла спонтанно переміщати предмети навіть з одного місця в інше (що схоже з силою Пейдж). Потім вона виявила, що її сила «запускається» від гніву. У першому сезоні вона переміщувала предмети очима, а з другого навчилася діяти руками. Прю — найсильніша відьма серед сестер. Також Прю може створювати астральну проєкцію, тобто переміщувати свій дух у просторі, проте її астральне тіло не володіє силою, а сама Прю при цьому ніби спить. У одній з серій третього сезону Прю випадково отримала силу емпата, а наприкінці цієї ж серії позбулася її. Під час подорожі Чародійок у майбутнє вони дізнаються, що з часом її сила телекінезу зможе запускати справжню вибухову хвилю (схоже на силу сина Пайпер, Ваєтта). У зв'язку з ранньою смертю матері Прю взяла на себе турботу про сестер, що позначилося на її характері. В одній із серій Прю страждала на роздвоєння особистості: її астральне тіло стало безконтрольним і зірвало весілля Пайпер. Після смерті у першому сезоні шкільного хлопця Енді Трюдо в особистому житті Прю сталася велика перерва. Працювала в Аукціонному будинку «Бакленд» заради забезпечення сестер. Але незабаром Прю, дізнавшись, на що її перетворить робота, вирішила втілити в життя свою давню мрію і почала працювати фотографкою в журналі. Три роки потому Прю гине від сил демонічного кілера Шакса, який перебував на службі у Джерела Зла.

- Пайпер Галлівел — (Голлі Марі Комбс) (Сезони: 1-8)
  - Чародійка, друга дочка Патті Галлівел і Віктора Беннета. На початку серіалу уміє зупиняти («заморожувати») час, що відбувається, коли вона лякається. Потім Пайпер навчилася контролювати свою силу. У зв'язку із загостренням пристрастей в житті Пайпер протягом серіалу вона навчилася підривати предмети під час нападів гніву (третій сезон). Сила Пайпер у серіалі пояснюється тим, що вона може зупиняти і прискорювати рух молекул. Ця сила міститься в її руках. Прекрасно варить зілля, оскільки за професією кухарка. Проте за фахом їй попрацювати не вдається, оскільки спочатку вона працює адміністраторкою ресторану «Квейк», а потім за допомогою сестер відкриває нічний клуб «С3» (англ. P3). Тим самим фінансові проблеми сім'ї Галлівел було вирішено. За характером Пайпер найскромніша і найтихіша з сестер — бабуся часто називала її «серцем» сім'ї. Важко переживала смерть Прю і не відразу прийняла нову сестру Пейдж і свою нову роль старшої сестри. До середини серіалу стає найсильнішою відьмою. Протягом серіалу народила двох дітей — Ваєтта і Кріса Галлівел — від шлюбу з Лео, своїм світлоносцем. Пайпер більше за всіх сестер прагне до нормального життя, проте майже ніколи не саботувала свої обов'язки захисту невинних.

- Фібі Галлівел — (Алісса Мілано) (Сезони: 1-8)
  - Дочка Патті Галлівел і Віктора Беннета. Наймолодша Чародійка (до четвертого сезону). Може бачити майбутнє і минуле, у третьому сезоні навчилася левітації, згодом отримала силу емпата. Але в шостому сезоні втратила активні сили. Прекрасно пише заклинання, що нерідко рятує сестер за відсутності такого у Книзі Темряви. До кінця серіалу її сила дозволила їй спілкуватися з самою собою в майбутньому. На початку серіалу була «найменш розумною» сестрою і до четвертого сезону не мала постійної роботи. Протягом серіалу Фібі закінчила кинутий раніше коледж, і отримала роботу в колонці порад в журналі «Бей Міррор» (англ. Bay Mirror), потім здобула докторський ступінь з психології. Її кар'єра в журналістиці розвивалася бурхливими темпами, що зробило Фібі дуже популярною в місті. Зі всіх сестер Фібі найбільше схильна до зла — вона була злою в минулому житті і після шлюбу з Коулом за його перебування на посаді Джерела Зла стала Королевою Підземного світу. Фібі протягом серіалу відрізнилася романтичністю, проте невдалий шлюб з Коулом і подальшими розчаруваннями мало не змусили її відмовитися від кохання. Ближче до кінця серіалу купідон Куп відкриває її серце і сам закохується в неї. Наприкінці серіалу вони одружуються.

- Пейдж Меттьюс — (Роуз Мак-Гавен) (Сезони: 4-8)
  - Наймолодша сестра з Чародійок, мати — Патті Галлівел, батько — її світлоносець Семюел. Наполовину відьма, наполовину світлоносиця. Була вельми здивована, виявивши, що вона відьма. На самому початку працювала в соціальній службі. Починаючи з п'ятого сезону не має постійної роботи, щоб розвивати свої здібності. Довгий час заперечувала свою другу половину світлоносця (до кінця сьомого сезону). Може сферитись[nl] і переміщувати предмети. Навчилася зцілювати у восьмому сезоні. Секрет її можливостей полягає в тому, що сили світлоносця і відьми змішалися, і замість того, щоб пересувати предмети, вона переміщує їх. У зв'язку з кризою в Школі Магії узяла на себе керування нею. До кінця серіалу однаково добре змогла управлятися і з обов'язками відьми, і з обов'язками світлоносиці. Наприкінці серіалу одружлася з простим смертним, офіцером поліції Генрі.

- Лео Ваєтт — (Браян Краузе) (Сезони: 1-8)
  - Протягом серіалу був і світлоносцем (до шостого сезону), і Старійшиною (англ. Elder, до першої половини сьомого сезону), і аватаром (до середини сьомого сезону), і смертною людиною (з кінця сьомого сезону до кінця серіалу), у восьмому сезоні був заморожений і повернений Янголом Долі після «Великої Битви». Чоловік Пайпер Галлівел і батько її синів. Відомо, що на момент їх одруження з його народження пройшло близько 70 років. Світлоносцем став після загибелі у Другій світовій війні.

### Інші персонажі
- Коул Тернер — (Джуліан Мак-Магон) (Сезони: 3-4: 5-150 серія; 5: 1-12 серія; 7: 16 серія)
  - Коул — мав романтичні стосунки з Фібі, одружився, але згодом вони розлучились. Як і Лео, зазнав численних перетворень: спочатку був демоном Бальтазаром (англ. Belthazor) і прагнув знищити Чародійок, потім став простим смертним, а пізніше Джерелом Зла. Коли сестри знищили його, у Демонічних пустелях він зміг знайти сили і повернувся до життя, намагався залишитися добрим, але під кінець з'їхав з глузду від нерозділеного кохання до Фібі. Був знову знищений Пейдж в альтернативній реальності, яку він створив, щойно ставши аватаром. Остання поява відбулась у 16 серії сьомого сезону. Виявилось, що його душа була навічно замкнена у лімбі.

- Дерріл Моріс — (Доріан Ґреґорі) (Сезони: 1-7)
  - Поліцейський, один з найближчих друзів сім'ї Галлівел. У першому сезоні знайомиться з сестрами як напарник Енді Трюдо. Незабаром він виявляє їх зв'язок з багатьма таємничими смертями. Коли Дерріл дізнається секрет Чародійок, він швидко розуміє важливість їх справи і протягом серіалу надає їм велику допомогу у залагоджуванні їхніх конфліктів зі світом людського сприйняття. За це сестри допомагають йому отримати підвищення до лейтенанта. Проте після кількох потрясінь, пов'язаних із загрозою його життю, а також під домовленостями дружини, намагається усунутися від Чародійок.

- Кріс Галлівел — (Дрю Фуллер) (Сезон: 22-23 серії п'ятого сезону, 6, одна серія сьомого сезону та остання серія восьмого сезону)
  - Молодший син Пайпер і Лео. З ним пов'язана основа сюжету шостого сезону серіалу. Володіє силою телекінезу, емпатії і сфериться як світлоносець. Він, як і Пейдж, є напівсвітлоносцем і напіввідьмаком. За допомогою заклинання перемістився з майбутнього, щоб завадити Ваєттові стати на бік зла. В майбутньому був заручений з Б'янкою, але коли вона забрала його до їхнього, справжнього часу, Ваєтт убив її. Був убитий у минулому, що не позначилось на його власному майбутньому.

- Біллі Дженкінс — (Кейлі Куоко) (Сезон: 8)
  - Молода відьма, що живе у Чародійок. З нею та її сестрою пов'язана основна сюжетна лінія восьмого сезону. Дві сестри є Великою силою, яка прагнула знищити Чародійок. Володіє телекінезом, а також має рідкісну здібність до зміни реальності, що дозволяє їй робити майже все, що завгодно, а також переміщуватися в часі. Наприкінці восьмого сезону, ошукана власною сестрою Крісті, намагається убити Чародійок. Але врешті стає на їх бік і вбиває Тріаду (того, хто навернув її та Крісті проти Чародійок), демона Думейна (слугу Тріади) і саму Крісті, що відмовилася повернутися на бік добра.

- Ваєтт Галлівел — (Вес Ремсі[ru]) (Сезони: 5-8)

Вес Ремсі

  - Старший син Пайпер і Лео. Згідно з пророцтвом Старійшин, первісток Чародійок буде наймогутнішим магом на Землі, Ваєтт і стає первістком Пайпер. Володіє силою світлоносця, силовим полем, яке захищає його і тих, кому він довіряє, від нападів злих сил, і термічним ударом, телепатією, проекцією, зціленням, телекінезом, сферінням, вогняні кулі. Також є спадкоємцем короля Артура, а отже, і господарем Екскалібура. Епізодично з'являвся в серіалі дорослим хлопцем, якого покликали з майбутнього.

- Пенелопа (Пенні) Галлівел — (Дженніфер Родс[ru])
  - Бабуся Чародійок. Володіє могутньою силою телекінезу. Є основною авторкою Книги Темряви, яка завдяки її доповненням збільшилася у кілька разів. Була у семи шлюбах. Дочка від першого шлюбу — Петті. Першого чоловіка убила її подруга, що домовилася з демоном. Після цього Пенні і зайнялася магією серйозно, присвятивши велику частину життя боротьбі зі злом. У юнацькі роки була учасницею великого руху хіпі за мир і любов. Виховала трьох внучок: Прю, Пайпер і Фібі.

- Патриція (Петті) Галлівел — (Фінола Г'юз) (Сезони: 1-5, 7-8)
  - Мати Чародійок, дочка Пенні Галлівел. Володіє здатністю «заморожування» часу, коли була вагітна Фібі, могла бачити видіння. Була одруженою зі звичайним чоловіком на ім'я Віктор. Невідомо, через що вони розійшлися — Петті стверджує, що через магію, а Віктор — що через її світлоносця Сема. Діти: Прю, Пайпер і Фібі Галлівел (від шлюбу з Віктором) і Пейдж Меттьюс (від світлоносця Сема).

- Віктор Беннет — (Джеймс Рід[en]) (Сезони: 1, 3, 4, 5, 6-8)
  - Перший чоловік Петті Галлівел і батько Прю, Пайпер і Фібі. Звичайна людина.

- Енді Трюдо — (Тед Кінг) (Сезон: 1)
  - Був знайомий з Прю ще зі школи. Полісмен і хлопець Прю. Гине наприкінці першого сезону, прагнучи захистити сестер від демона, який перебрав на себе роль інспектора Родрігеса.

## Сезони

### Перший сезон
- Серій: 22
- Прем'єра в США: 1998—1999
- Серіал розпочинається сценою з трьома сестрами: Прю, Пайпер і Фібі Галлівел збираються в їхньому будинку в Сан-Франциско після смерті бабусі. Середня сестра Пайпер виступає посередником між старшою сестрою-трудоголіком Прю і молодшою безтурботною Фібі. Сестри стають Чародійками, коли Фібі знаходить на горищі Книгу Темряви і читає звідти перше заклинання. Прю отримує здібність до телекінезу, Пайпер — можливість зупиняти час, а у Фібі з'являється здатність до передбачення. Тепер вони зобов'язані захищати невинних від демонів.

### Другий сезон
- Серій: 22
- Прем'єра в США: 1999—2000
- Багато в чому структура магічного світу відкривається Чародійкам цього сезону. Вони дізнаються про існування Старійшин і виявляють Тріаду — ворога, що посилав демонів для їх вбивства протягом попередніх трьох років. Пайпер має зробити вибір між Лео і Деном — новим сусідом. У Прю з'являється нова сила, астральна проекція. Фібі побуває у своєму минулому житті і дізнається що була лихою.

### Третій сезон
- Серій: 22
- Прем'єра в США: 2000—2001
- Основна дія сезону закручується навколо боротьби Чародійок з могутнім демоном — Балтазором. Фібі знайомиться і починає зустрічатися з Коулом Тернером. В результаті виявляється, що він і є Балтазор, але, закохавшись у Фібі, він не може її вбити, а тому зраджує та знищує Тріаду. Джерело Зла посилає мисливця за демонами-втікачами, щоб убити Балтазора, і він об'єднує свої зусилля із Чародійками. Щоб урятувати Коула від власних сестер, Фібі фальсифікує його смерть. Незабаром совість Фібі бере гору над почуттями до Коула, і вона розповідає сестрам про те, що насправді не вбила Коула. Сестри сильно засмучені, але незабаром вони прощають її і навіть знову довіряють Коулові. Він багато раз рятує їхні життя, і за це Пайпер дозволяє йому бути присутнім на своєму весіллі з Лео. У Пайпер з'являється здатність не тільки заморожувати час але й прискорювати молекули під час гніву і створювати вибух того чи іншого предмета чи людини. Фібі получає активну силу левітація. Прю помирає в кінці сезону.

### Четвертий сезон
- Серій: 22
- Прем'єра в США: 2001—2002
- Згідно з сюжетом, Джерелу Зла вдається викрасти Фібі. Лео і Коул вирушають на її порятунок; повернувшись додому, вони виявляють Прю мертвою. Сила Трьох руйнується. Дія серіалу починається в ніч перед похоронами Прю — Пайпер намагається воскресити її заклинанням, що «викликає втрачену відьму», але несподівано це заклинання викликає Пейдж — молоду дівчину, сироту, що працює в соціальній службі. Дух бабусі Чародійок відвідує Пайпер і натякає, що доля Сили Трьох ще не закінчена. Тим часом Фібі і Коул розшукують Пейдж і раптово виявляють, що вона здатна сферитися[nl]; її саму це дивує не менше. Лео не може цього пояснити і йде за порадою до Старійшин. Коул вирушає на розвідку до підземного світу і дізнається, що Пейдж, згідно з прогнозом, здатна відновити Силу Трьох. Бабуся і мати Чародійок пояснюють, що Пейдж — їхня сестра. Пейдж довелося віддати, оскільки у той час союзи між світлоносцями і відьмами були заборонені і Чародійок могли позбавити сил як покарання.

Протягом цього сезону сестри борються з Джерелом у різних проявах. Вбиваючи Джерело, Коул стає новим Джерелом, у ньому борються два єства: Людина і Демон. Демон врешті-решт перемагає. Він і Фібі переходять на бік Зла. Цьому сприяє те, що Фібі чекає сильну демонічну дитину, і під час вагітності получає силу вогнеметання. Згодом Чародійки вбивають їх під час коронації. Фібі і Коул у цьому сезоні одружуються а згодом стають королем і королевою підземного світу, Фібі дізнається що вагітна. Через 2 місяці Фібі долає Кола разом із сестрами а Провидиця віднімає у неї ще не народжене немовля. В кінці сезону Пайпер дізнається, що вагітна.

### П'ятий сезон
- Серій: 23
- Прем'єра в США: 2002—2003
- Джерело Зла вбите і життя сім'ї Чародійок покращилось: Фібі робить кар'єру, Пейдж кидає роботу і повністю занурюється в магію, а Пайпер чекає дитину. Несподіване повернення Коула з того світу перевертає все догори дриґом, а особливо життя Фібі. Спроби Коула довести, що він змінився, ні до чого не приводять; Фібі ненавидить його, попри те, що він кілька разів рятував їй життя. Тоді Коул вирішує повернутися до свого демонічного коріння, щоб завоювати Фібі силою. Це теж не приводить його до успіху, навіть його невразливість не повернула Фібі. Але сестрам вдається перемогти непереможного.

Також Чародійки мають битись з міфічними Титанами зі Стародавньої Греції. З'являється новий герой — Кріс, незнайомець з майбутнього. Він стверджує, що є світлоносцем, який хоче поліпшити майбутнє, не давши сестрам померти. Титани вбивають більшість Старійшин, Лео доводиться стати одним з них, щоб зробити Чародійок грецькими богинями. Наприкінці сезону Кріс відправляє Лео до Валгалли, щоб самому стати світлоносцем сестер. Пайпер народжує первістка Ваєта. Під час вагітності стає незнищенною. У цьому сезоні Фібі перетворюється на русалку, грецьку богиню кохання.

### Шостий сезон
- Серій: 23
- Прем'єра в США: 2003—2004
- Пайпер стала не тільки вільною, але і незвичайно веселою з тієї миті, як Лео став Старійшиною і зник. Фібі і Пейдж намагаються з'ясувати, чому. Фібі продовжує стосунки з Джейсоном Діном, а Пейдж працює на дрібних роботах. Лео, що періодично з'являється, випробовує недовіру до нового світлоносця сестер — Кріса. Виявляється, що Кріс прийшов з майбутнього, щоб не дати Ваєттові стати на бік зла. Після того, як сестри дізналися про Школу Магії, яку відкрив Старійшина Ґідеон, Фібі заглядає в майбутнє, де бачить, що у Ваєтта є молодший брат. Фібі дізнається, що молодший брат Ваєтта — це Кріс, який повернувся з майбутнього, щоб урятувати свою сім'ю, яку в майбутньому вбив Ваєтт, ставши на бік зла. Наприкінці сезону виявляється, що Ґідеон хотів убити Ваєтта, але сестри дізнаються про це раніше і рятують Ваєтта, Лео вбиває Ґідеона, а Кріс помирає не у своєму часі і тому у своєму часі він живий. У цьому сезоні Фібі получає нову силу, емпатія, Пайпер народжує другого сина Кріса. В цьому сезоні Фібі позбавляють всіх активних сил через демона страху бо вони вважають що Фібі зловживає своїми силами.

### Сьомий сезон
- Серій: 22
- Прем'єра в США: 2004—2005
- Після народження Кріса Пейдж і Пайпер доглядають дітей, Фібі зникає на роботі, а одержимий Лео ганяється за демонами, особливо за демоном страху Барбасом, і при цьому випадково вбиває іншого Старійшину. Фібі бере відпустку і знайомиться з Леслі, своїм заступником, в якого закохується. Лео починають турбувати дивні голови, що літають, і голоси. З ув'язнення звільняється старий ворог Джерела, Занку, який спочатку допомагає сестрам здолати аватарів, а потім сам б'ється проти них. В кінці сезону сестри ініціюють свою смерть щоб почати жити нормальним життям. До Фібі повертаються активні сили.

### Восьмий сезон
- Серій: 22
- Прем'єра в США: 2005—2006
- Убивши Занку та інсценувавши власну смерть у жахливому вибуху, сестри Галлівел змінюють зовнішність та імена. Тепер вони Дженні, Джулі і Джо Беннет, а будинок належить Вікторові — їхньому батьку. Лише Пейдж починає мучити дивний заклик. Слідуючи за ним, вона зустрічає молоду відьму Біллі Дженкінс[en]. Дізнавшись, що двоюрідні сестри Беннет і є сестрами Галлівел, вона просить їх навчити її майстерності магії. Сестри змушені прийняти свою справжню зовнішність, коли за їх зникнення береться агент Мерфі з ФБР. Трохи згодом виявляється, що Біллі шукає свою сестру, яка зникла п'ятнадцять років тому.

Янгол Смерті хоче вбити Лео і тому Пайпер змушена заморозити його, Янгол Долі обіцяє повернути його у разі перемоги Чародійок у Великій Битві. Що це за битва, стає відомо лише в останніх серіях. Чародійки вбивають головних лиходіїв сезону — Тріаду, а Біллі знищує свою сестру-демона Крісті. В останній серії зустрічаються всі відомі нам покоління Галлівел — хто з минулого, хто з майбутнього. У цьому сезоні Пейдж одружується. Фібі знайомиться з купідоном Купом. Біллі знаходить сестру Крісті Дженкінс яка володіє телепатією. У Пейдж з'являється нова сила зцілення. В кінці сезону ми дізнаємося що Пайпер нарешті змогла зайняти кулінарством і відкрила ресторан, народжує доньку Мелінду. Пейдж займається світлоноством народжує близнючок Кейт і Тамору а також встановлює Генрі. Фібі одружується з Купом, народжує Паркер, Пейтон, Прюденс. Біллі вбивши сестру стає на сторону сестер Галіввел і допомагає Фібі глядіти дітей

## Світ Чародійок

Символ магії

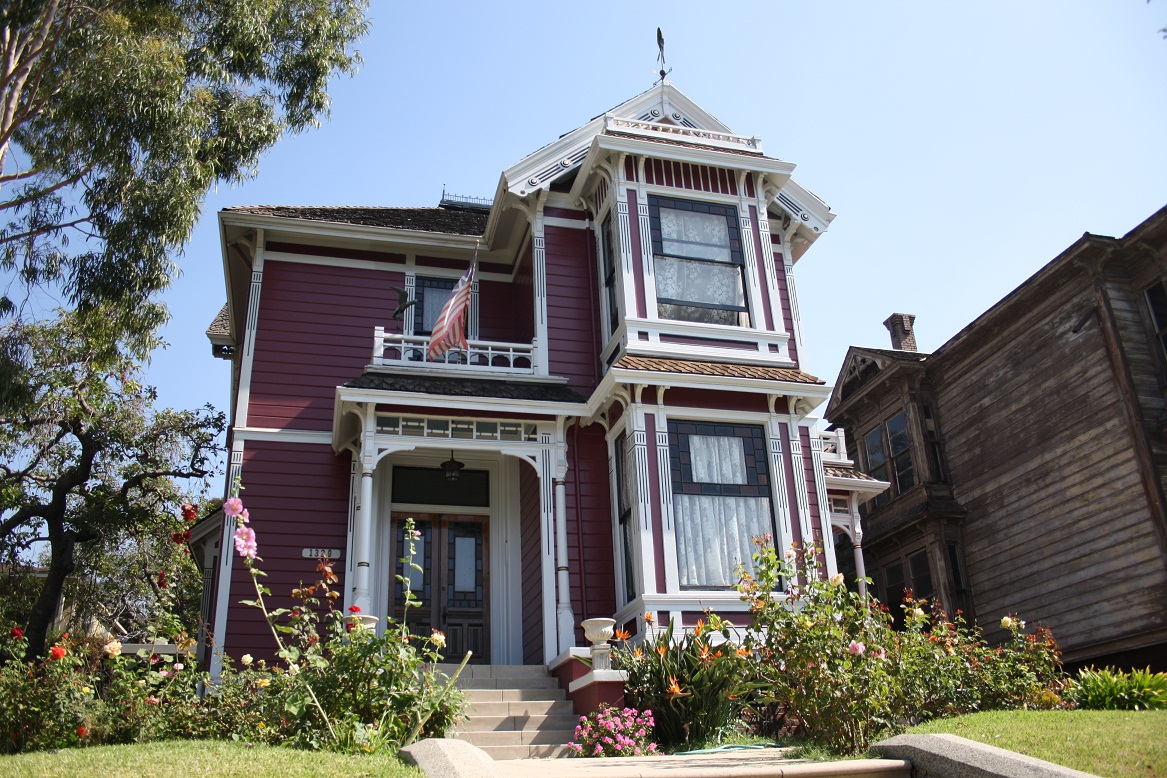
Будинок Чародійок

### Зображення магії
Магія у світі Чародійок існує приховано, вона не відома звичайним людям. Про її існування знають лише посвячені. Існують істоти, основним призначенням яких є стеження за безпекою магії, захист її від викриття.

### Магічні істоти
- Відьми — люди, які отримали у спадок магічні здібності. Як правило, всі відьми можуть читати заклинання. Серед найчастіших активних сил є: заморожування, телекінез, бачення майбутнього, пірокінез, астральна проєкція, левітація та переміщення у просторі. Деякі можуть метати вогняні кулі (такою силою переважно володіють злі відьми). Від будь-яких атак з боку відьми можна захиститися спеціальним амулетом.

Чародійки є відьмами зі стародавнього роду Воррен. Під час подій вони нерідко стикаються з іншими відьмами, в тому числі злими. Згідно зі стародавньою магічною угодою між Старійшинами і демонами, протягом перших 48 годин опісля отримання сил кожна відьма робить свій вибір на користь добра чи зла. Коли сестри щойно знайшли Пейдж, Джерело намагалося схилити її на свою сторону, але зазнало поразки, і Сила Трьох відновилася.
- Світлоносці (англ. Whitelighter) — майже невразливий янгол добра, що захищає відьом і майбутніх світлоносців (їх можуть убити морокуни). Світлоносцями стають лише найгідніші люди; після смерті їм пропонується стати янголами, вищими магами добра, Старійшинами. Людина може відмовитися, і тоді вона знов стає смертною. Ті, що обрали долю світлоносця, отримують безсмертя, здатність сферитися[nl] та зцілювати людей. Вони підтримують постійний уявний контакт зі своїми підопічними, тобто чують їх поклик і відчувають, коли вони потрапляють у халепу; світлоносець також може знайти свого підопічного, де б той не був. У разі виникнення серйозної глобальної загрози світлоносці чують тривогу.
- Джерело Зла — вище обличчя підземного світу, володіє колосальною силою і владою над усіма демонами. Звичайне правління продовжується сотні років, поки могутніший демон не знищить свого попередника. Всі Джерела проходять обряд коронації, що наділяє власника корони всією повнотою влади і сили. Для цього потрібно вимовити клятву на Ґріморі (антонім Книги Темряви). Сили Джерела, показані в серіалі: телекінез, особливий вид енергетичних куль, що складаються з кількох вогненних кілець, які обертаються, здатністю вселятися в інших істот і змінювати зовнішність. Джерело також вирізняється неповторним способом телепортації.
- Боги — вищі маги. Насправді, богами є смертні, над якими було прочитано заклинання дарування божественної сили, для накладення якого використовується спеціальний магічний горщик. Бог відмовляється від своєї сили за власним бажанням. У давнину заклинання було застосовано, щоб створити силу, здатну протистояти Титанам, але після закінчення боротьби нові господарі світу відмовилися її повернути. Боги у цьому сенсі відповідають описаними в античній міфології.

Також на початку сьомого сезону з'являються два боги індуїстів — Шакті і Шива, які вселяються в Пайпер і Лео.
- Аватари — учасники стародавньої магічної організації, що володіють колосальною силою, яка зростає зі збільшенням їх кількості. Вони існують поза часом і простором, і здатні безпосередньо впливати на нього.

Метою аватар є побудова утопії — світу без постійної боротьби Добра і Зла. Для цього вони витрачають величезну кількість сил. Передбачається наступний план: накладається закляття, від якого всі люди засинають на чотири години, за цей час аватари знищують усіх демонів-провокаторів, що живуть серед людей, і змінюють свідомість людей так, щоб вони більше не шукали зла самі, а ставали ідеально добрими.
Вперше аватари близько підійшли до своєї мети в Давньому Єгипті, провідні добрі маги якого підтримали їх і допомогли своїми силами. Але незабаром вони зрозуміли, що помилилися — «утопія» аватарів пригнічує волю людей, аватари вбивають тих, хто намагається її порушити (конфліктних людей). А всі останні не тужать про загиблих, а свято вірять у те, що він у «кращому світі». Маги, що зрозуміли суть утопії, виготовили спеціальне зілля, здатне убити їх. Аватари були змушені піти.
Через тисячі років їх новим союзником на деякий час стали Чародійки, але і ця спроба побудови утопії незабаром провалилася під сумісним натиском сил добра і зла (Чародійок і демона Занку).

### Магічні предмети
- Книга Темряви — магічна книга, отримана Чародійками у спадок. У ній містяться знання відьом про магію, зокрема закляття, рецепти та інформація про природу магії, магічних істот. За деякими джерелами, Книга Темряви — це обов'язковий атрибут всіх відьом-віккі (до яких також відносяться Чародійки), і виготовляється вона з пергаменту. При цьому проводиться обряд залучення книги до володаря.

Книга володіє волею і протистоїть тому, щоб бути використаною силами зла. Книга поповнюється самими відьмами, таким чином від покоління до покоління вона має все більшу могутність. У останньому епізоді Пайпер, Пейдж і Фібі вирішують написати свою дев'ятирічну історію для майбутніх поколінь.
- Ґран Ґрімуар — магічна книга, складена стародавніми силами зла. Тільки зло може користуватись цією книгою. Вона схожа на Книгу Темряви, але призначена для злих методів. На Ґрімуарі відбувалася присяга Джерела Всього Зла.

### Місця
- Школа Магії — заклад, в якому юні або недосвідчені носії магії навчаються її використанню у викладачів. Школа була відкрита Ґідеоном, після його зради і смерті її директором стала Пейдж Меттьюс. Потім Пейдж віддала кермо влади Лео, що став смертним. У сьомому сезоні демони заволоділи школою, але у восьмому школа знову повернулася до свого істинного призначення.
- Клуб P3 — нічний клуб, що належить Пайпер Галлівел. Протягом більшої частини серіалу клуб давав основні доходи сім'ї. Назва розшифровується як три П (англ. Prue, Piper, Phoebe).

## Саундтреки
За час знімання було випущено три офіційних альбоми саундтреків з серіалу:
| 2003 — Charmed: The Soundtrack | 2003 — Charmed: The Soundtrack       | 2003 — Charmed: The Soundtrack |
| #                              | Назва                                | Тривалість                     |
| ------------------------------ | ------------------------------------ | ------------------------------ |
| 1.                             | «Smash Mouth — Hot»                  |                                |
| 2.                             | «Third Eye Blind — Danger»           |                                |
| 3.                             | «Goldfrapp — Strict Machine»         |                                |
| 4.                             | «Stereophonics — Maybe Tomorrow»     |                                |
| 5.                             | «Ванесса Карлтон — Rinse»            |                                |
| 6.                             | «Andy Stochansky — I Can't Take It»  |                                |
| 7.                             | «Rachael Yamagata — Worn Me Down»    |                                |
| 8.                             | «Flaming Lips — Do You Realize»      |                                |
| 9.                             | «Balligomingo — New Favourite Thing» |                                |
| 10.                            | «Ziggy Marley — Rainbow In The Sky»  |                                |
| 11.                            | «Love Spit Love — How Soon Is Now»   |                                |

| 2005 — Charmed: The Book of Shadows | 2005 — Charmed: The Book of Shadows                                 | 2005 — Charmed: The Book of Shadows |
| #                                   | Назва                                                               | Тривалість                          |
| ----------------------------------- | ------------------------------------------------------------------- | ----------------------------------- |
| 1.                                  | «The Donnas — Take It Off»                                          |                                     |
| 2.                                  | «Liz Phair — Take A Look"»                                          |                                     |
| 3.                                  | «Dido — Sand In My Shoes»                                           |                                     |
| 4.                                  | «Сара Маклахлан — Fallen (Dan The Automator Remix)»                 |                                     |
| 5.                                  | «Butterfly Boucher — I Can't Make Me (Chris Lord Algo Remix)»       |                                     |
| 6.                                  | «Ванесса Карлтон — San Francisco»                                   |                                     |
| 7.                                  | «Ashlee Simpson — Pieces Of Me (David Garcia And High Spies Remix)» |                                     |
| 8.                                  | «Missy Higgins — Unbroken»                                          |                                     |
| 9.                                  | «Сара Маклахлан — Free (Swiss American Federation Club Remix)»      |                                     |
| 10.                                 | «Shivaree — I Close My Eyes»                                        |                                     |
| 11.                                 | «Zero 7 — Home»                                                     |                                     |
| 12.                                 | «Love Spit Love (UK Bonus track) — How Soon Is Now?»                |                                     |

| 2006 — Charmed: The Final Chapter | 2006 — Charmed: The Final Chapter                         | 2006 — Charmed: The Final Chapter |
| #                                 | Назва                                                     | Тривалість                        |
| --------------------------------- | --------------------------------------------------------- | --------------------------------- |
| 1.                                | «Liz Phair — Baby Got Going»                              |                                   |
| 2.                                | «Barenaked Ladies — Pinch Me»                             |                                   |
| 3.                                | «Collective Soul — Needs»                                 |                                   |
| 4.                                | «Сара Маклахлан — Good Enough»                            |                                   |
| 5.                                | «Chantal Kreviazuk — Weight Of The World»                 |                                   |
| 6.                                | «Conjure One feat. Sinead O'Connor — Tears From The Moon» |                                   |
| 7.                                | «BT feat. Rose McGowan — Superfabulous»                   |                                   |
| 8.                                | «Rusted Root — Weave»                                     |                                   |
| 9.                                | «Natalie Imbruglia — Goodbye»                             |                                   |
| 10.                               | «Beth Orton — Stolen Car»                                 |                                   |
| 11.                               | «Eddie Reader — Bell, Book & Candle»                      |                                   |
| 12.                               | «The Crystal Method — Name Of The Game»                   |                                   |

## Додаткова інформація
- Елайза Душку пробувалася на роль Пейдж Меттьюс.
- Джулі Бенц пробувалася на роль Фібі Галлівел в 1998 році, але програла Лорі Ром. 2001 року Аарон Спеллінг запропонував Джулі роль Пейдж Меттьюс, але акторка відмовилась заради інших серіалів: Ангел, спін-офф Баффі та Викрадені Стівена Спілберга.
- У Шеннен Догерті був недовгий роман із Джуліаном Мак-Магоном, а Алісса Мілано зустрічалася з Браяном Краузе.
- Книга Темряви дійсно існувала, вона зберігалася в бібліотеці середньовічного вченого.
- Ходили чутки, ніби Шеннен Догерті побилася з Аліссою Мілано на знімальному майданчику. Продюсери поставили завдання або Прю, або Фібі. Як відомо убили Прю. Шеннен дозволили самій зрежисирувати свою смерть. А пізніше вона сказала, що серіал «Всі жінки відьми» — це дитячий серіал, з дурними ідеями. Так само відомо, що Голлі і Шеннен хороші подруги.
- Роль Фібі спочатку виконувала акторка Лорі Ром. От чому в першій серії багато нестиковок. Наприклад Пайпер йде додому з однією парасолькою, а входить з іншою, в першій сцені дерево без листя, а пізніше воно з листям і навіть квітне. Лорі Ром порвала контракт після першої ж серії. Пізніше на роль Фібі пробувалися три акторки: Алісса Мілано, Роуз Мак-Гавен, Дженніфер Еністон. Вибрали Аліссу Мілано. Так само і роль інспектора Трюдо виконував інший актор, а Дерріла Моріса взагалі не було, замість нього був звичайний патрульний.
- Хоча героїня Пайпер є спочатку середньою, а потім старшою сестрою, у житті акторка молодша за всіх своїх «сестер»: з Шеннен Догерті різниця в два роки, з Аліссою Мілано в один рік, з Роуз Мак-Гавен в чотири місяці.
- Серія, де Чародійки вперше перемогли Джерело, розпочинається видінням Провидиці, в якому добре видно, що Джерело загинуло від одноразового враження власною вогнекулею. Проте, укінці серії, коли, за допомогою Порожнечі, Коул відібрав всі сили в Джерела (відповідно включаючи весь його магічний захист) — Джерело мало б стати уразливим, на зразок звичайного смертного, але цього не відбулося, і вже знесилений володар усього демонічного світу з легкістю переносить два удари вогнекулею. Тобто з усім своїм магічним захистом Джерело не зміг винести удару бодай однієї вогнекулі, а коли він утратив всі свої сили, то з легкістю міг протистояти тим же вогнекулям, і Коул, маючи всі сили Джерела не зміг його убити…
- У 2018 році з'явилася інформація про можливе продовження телесеріалу з молодими акторками у головних ролях та зірками серіалу у ролі запрошених зірок, проте Голлі Марі Комбс висловилася проти такої «приватизації» їх дітища недотичними до створення серіалу людьми[1]
- В липні 2019 року зірка серіалу Роуз Мак-Гавен відвідала Україну[2] і на «Одеському кінофиставалі» висловила своє обурення назвою телесеріалу в українському дубляжі («Усі жінки — відьми»).
- У 2022 році після вторгнення 24 лютого Росії на територію України і початку повномасштабної війни акторки Шеннен Догерті, Голлі Марі Комбс та Алісса Мілано висловили свою підтримку Україні. Також над будинком, який в серіалі був маєтком Галлівел, в знак підтримки замайорів український прапор.[3]

## Українське озвучення та трансляція
Українською мовою телесеріал було озвучено 1-7 сезони студією «1+1» (2001—2005) та 8 сезон студією «Контакт» (2008), в багатоголосному закадровому озвученні. Ролі озвучували: Олександр Завальський, Остап Ступка, Олександр Шепель, Наталя Поліщук та Людмила Ардельян.
У різні періоди серіал транслювався на каналах «1+1», «2+2», «ТЕТ» та «К1», а також на колишніх каналах «НЛО TV» та «Індиго TV».
Прем'єра всіх сезонів відбулася на каналі «1+1»: 1—2 сезонів — 31 липня 2001 року; 3—4 сезонів — в травні 2003 року; 5 сезону — в травні 2004 року; 6—7 сезонів — у вересні 2005 року; 8 сезону — у травні 2008 року.
У серпні 2011 року, телеканал «ТЕТ», два дні поспіль (суботу та неділю) транслював по декілька серій 6-го сезону серіалу, у зв'язку із днем жалоби. Рейтинги серіалу перевищили очікуваних. Було вирішено показувати сьомий та восьмий сезони серіалу. Повторний показ серіалу на «ТЕТ» був у 2016, 2018 та 2022—2025 роках.
З 5 вересня 2013 року телеканал «К1» почав трансляцію серіалу з 1 серії першого сезону, закінчивши показ восьми сезонів 29 січня 2016 року.